# Pfarrkirche Sarleinsbach

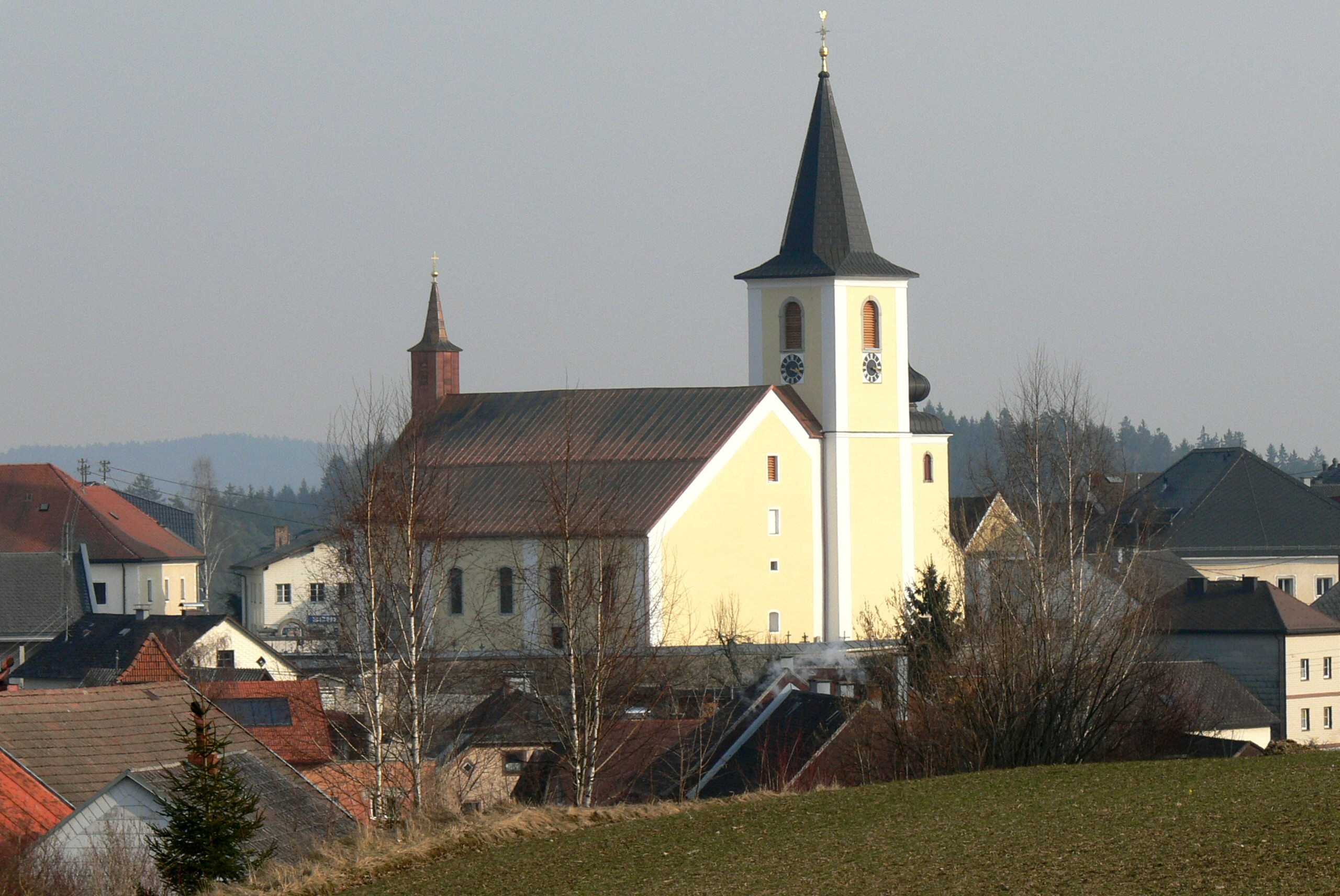
Pfarrkirche Sarleinsbach

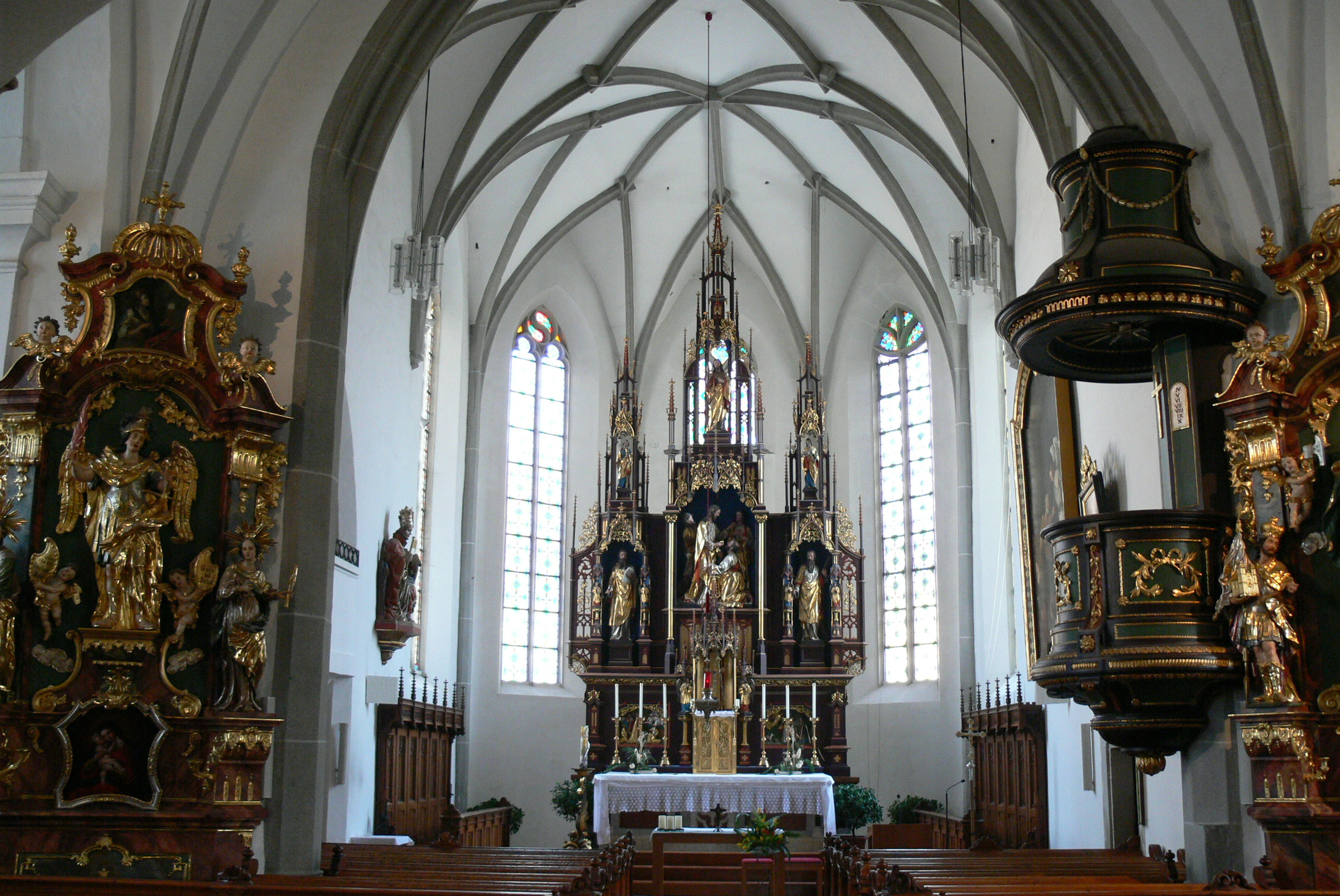
Innenraum

Die Pfarrkirche Sarleinsbach steht in der Gemeinde Sarleinsbach im oberen Mühlviertel in Oberösterreich. Die römisch-katholische Pfarrkirche St. Peter ad Vincula gehört zum Dekanat Sarleinsbach in der Diözese Linz. Die Kirche steht unter Denkmalschutz.

## Geschichte
1283 wird die Pfarre Sarleinsbach gegründet. 1427 wurde die alte Kirche durch die Hussiten zerstört. Die heutige um 1475 erbaute Kirche ist eine breite, dreischiffige und vierjochige Staffelhallenkirche mit gotischen und barocken Bauteilen. Das Mittelschiff aus dem 15. Jahrhundert verfügt über ein spätgotisches Rautennetzgewölbe, die Seitenschiffe aus dem 16. bzw. frühen 18. Jahrhundert weisen eine barocke Gliederung mit Kreuzgratgewölben auf.